# Август из Прима-Порта
Август из Прима-Порта — более чем двухметровая статуя Августа, найденная в 1863 году на вилле Ливии, жены императора Августа. Вилла была обнаружена недалеко от Рима на Фламиниевой дороге в районе Прима-Порта. Виллу в античные времена называли Ad Gallinas Albas. Статуя является копией с бронзового оригинала, изготовленного по заказу Римского сената в 20 году до н. э. Полагают, что статуя, в отличие от большинства сохранившихся изображений Августа, имеет портретное сходство. Весьма вероятно, что по античной традиции она была полихромной. В настоящее время изваяние хранится в ватиканском музее Кьярамонти. Октавиан Август изображён в момент произнесения речи перед десятью тысячами своих сторонников на Форуме, призывая их начать войну со своим политическим противником Антонием — нарушителем законов и обидчиком законного наследника Цезаря. Это выступление впоследствии оказалось неудачным, его слушатели отказались воевать с верным цезарианцем Антонием, тем более что на тот момент Октавиан был слишком юным и не имел достаточных полномочий для объявления войны.